# Compagnie ferroviaire régionale
Pour les articles homonymes, voir CFR.
La Compagnie ferroviaire régionale (CFR) est un opérateur ferroviaire privé créé le 9 février 2010. CFR est un des premiers opérateur ferroviaire de proximité français ; la société est implantée à Cercy-la-Tour. Elle achemine principalement des trains au départ des carrières du Morvan sur la ligne de Corbigny à Cercy-la-Tour.
La Compagnie ferroviaire régionale (CFR) est également le premier Prestataire Gestionnaire de l'Infrastructure (PGI), depuis le 1er aout 2010, pour la maintenance de la ligne de Corbigny à Cercy la Tour.

## La société
La Compagnie Ferroviaire Régionale a le statut d'opérateur ferroviaire de proximité (OFP). Ses actionnaires majoritaires sont Eurorail, Lafarge et Eiffage, auquel s'ajoute le transporteur Cassier. Elle obtient le Certificat de sécurité le 21 juillet 2010. Un accord de partenariat a été signé avec Réseau ferré de France (RFF) le 20 janvier 2010. Elle est membre de l'association Objectif OFP.

## Ligne
L'entreprise doit exploiter en service fret et réaliser l'entretien d’environ quarante kilomètres de Corbigny à Cercy. Cette ligne est reliée à la carrière de Montauté, en gare d'Epiry-Montreuillon, et à la carrière de La Vauvelle par un embranchement particulier.

## Matériel roulant
CFR utilise en location deux locomotives G1000 (numéros 1595, 1596).
Elles sont louées auprès de Alpha Trains.

## Trafics

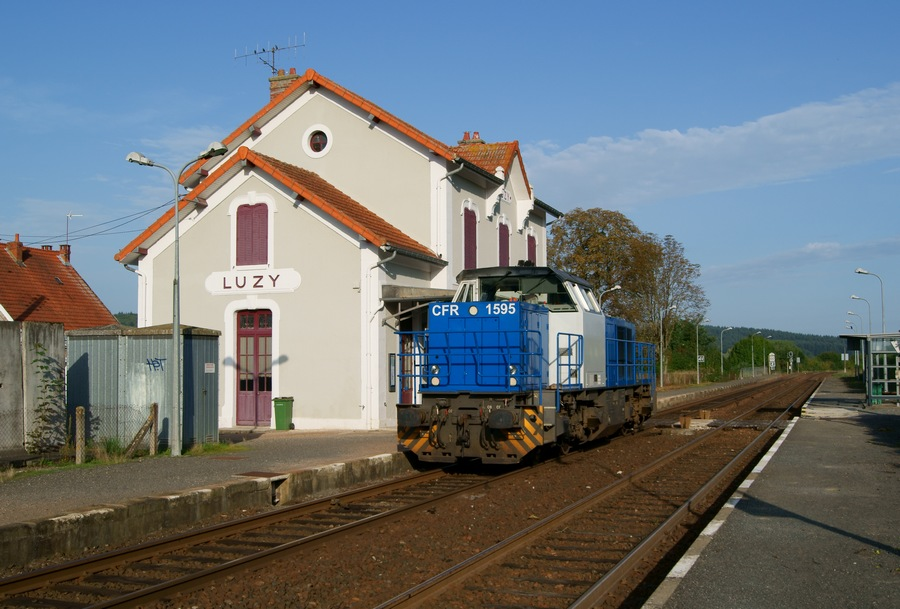
Une G 1000 CFR en gare de Luzy, après une desserte de l'ITE de la carrière de Moulin Neuf (Fléty).

Les trafics de granulats sont dirigés soit vers la région parisienne (Bonneuil, Meaux) soit vers la Champagne (Sommesous).
D'autres trafics sont réalisés en partenariat avec d'autres EF (ECR, Europorte, etc.)